# Cette histoire qui a fait l’Alsace
Cette histoire qui a fait l’Alsace est une série de bande dessinée en douze volumes, éditée par les Éditions du Signe. Le premier numéro est sorti en octobre 2009, le dernier est paru en octobre 2012. Elle s’attache à retracer l’histoire de l’Alsace, depuis l’époque préhistorique jusqu’à 2009. Dessinés avec précision ces volumes expliquent le houleux passé de l'Alsace. 

## Réalisation
Participent à la réalisation :
- quatre dessinateurs : Francis Keller, Marcel Uderzo, Christophe Carmona et Robert Bressy ;
- trois coloristes : Géraldine Gilles, Bénédicte Quinet, et Sambo Chhun dans le tome 5 ;
- une historienne : Marie-Thérèse Fischer, qui scénarise l’ensemble de la collection.

## Titres
1. L’Alsace avant l’Alsace, dessinateur Robert Bressy, coloriste Géraldine Gilles  (ISBN 978-2-7468-2246-7).
2. Alésacios (de 400 à 833), dessinateur Francis Keller, coloriste Bénédicte Quinet  (ISBN 978-2-7468-2247-4).
3. D’un empire à l’autre (de 834 à 1122), dessinateur Christophe Carmona, coloriste Géraldine Gilles  (ISBN 978-2-7468-2214-6).
4. Le Temps de Staufen (de 1125 à 1268), dessinateur Francis Keller, coloriste Bénédicte Quinet  (ISBN 978-2-7468-2215-3).
5. Quand les villes se voulaient libres (de 1270 à 1477), dessinateurs Christophe Carmona et Marcel Uderzo, coloriste Sambo Chhun  (ISBN 978-2-7468-2473-7).
6. Dans une Europe en ébullition (de 1418 à 1604), dessinateur Robert Bressy, coloriste Bénédicte Quinet  (ISBN 978-2-7468-2474-4).
7. De l’aigle au lys (de 1605 à 1697), dessinateur Francis Keller, coloriste Géraldine Gilles  (ISBN 978-2-7468-2558-1).
8. Une province dans le royaume de France (de 1698 à 1792).
9. Allons enfants… (de 1793 à 1815), dessinateurs Francis Keller (mort le 29 juillet 2011) et Christophe Carmona [2]
10. L’Alsace des romantiques (de 1816 à 1871).
11. L’Alsace dans le Reich (de 1871 à 1918).
12. Croire à la paix (de 1919 à 2009).